# Cathédrale de l'Incarnation d'Almería
Cette  cathédrale n’est pas la seule cathédrale de l'Incarnation.
La cathédrale Notre-Dame de l'Incarnation (en espagnol : catedral de Nuestra Señora de la Encarnación) est le plus grand édifice catholique de la ville d'Almería, en Espagne. Elle est le siège du diocèse d'Almería dont l'évêque, depuis 2021, est Antonio Gómez Cantero (es).
Elle présente une architecture de transition entre le gothique tardif et l'architecture Renaissance, avec des ajouts baroques et néoclassiques postérieurs.

## Histoire
Après l'effondrement d'une église située au même endroit que la construction actuelle à cause du tremblement de terre du 22 septembre 1522, l'évêque d'Almería, frère Diego Fernández de Villalán (es), ordonne à Diego de Siloé de concevoir une nouvelle église de style gothique international qui aurait également une fonction de défense du territoire, pour neutraliser les attaques fréquentes des pirates et des esclaves en révolte.

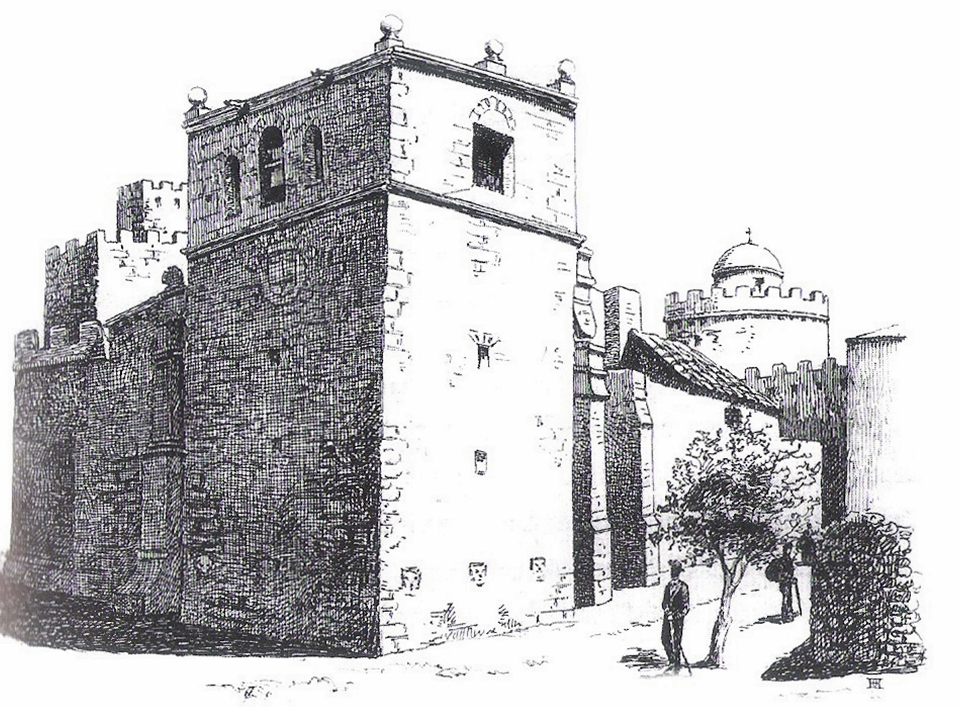
Dessin de 1895 de la cathédrale, Voyageurs américains en Andalousie au XIXe siècle, Antonio Garrido Domínguez (2007).

La construction se termine environ 40 ans plus tard (1562), avec un design différent de l'original car Juan de Orea (es) introduit dans la construction des éléments de style Renaissance. Après d'autres attaques de pirates algériens, l'église fut renforcée deux fois de plus (1620 et 1635) mais jamais terminée. Ce n'est qu'à l'époque du néoclassicisme que Ventura Rodríguez ajouta un cloître, le grand autel et le tabernacle.

## Caractéristiques
L'édifice présente des caractéristiques particulières, car en plus d'être un lieu de culte, il était destiné à la défense d'Almería contre les attaques continuelles des pirates barbaresques qui cherchaient à reconquérir la ville perdue au profit des chrétiens. Il s'agit en fait d'une cathédrale-forteresse.

## Protection
L'édifice fait l'objet d'un classement en Espagne au titre de bien d'intérêt culturel depuis le 3 juin 1931.

## Galerie

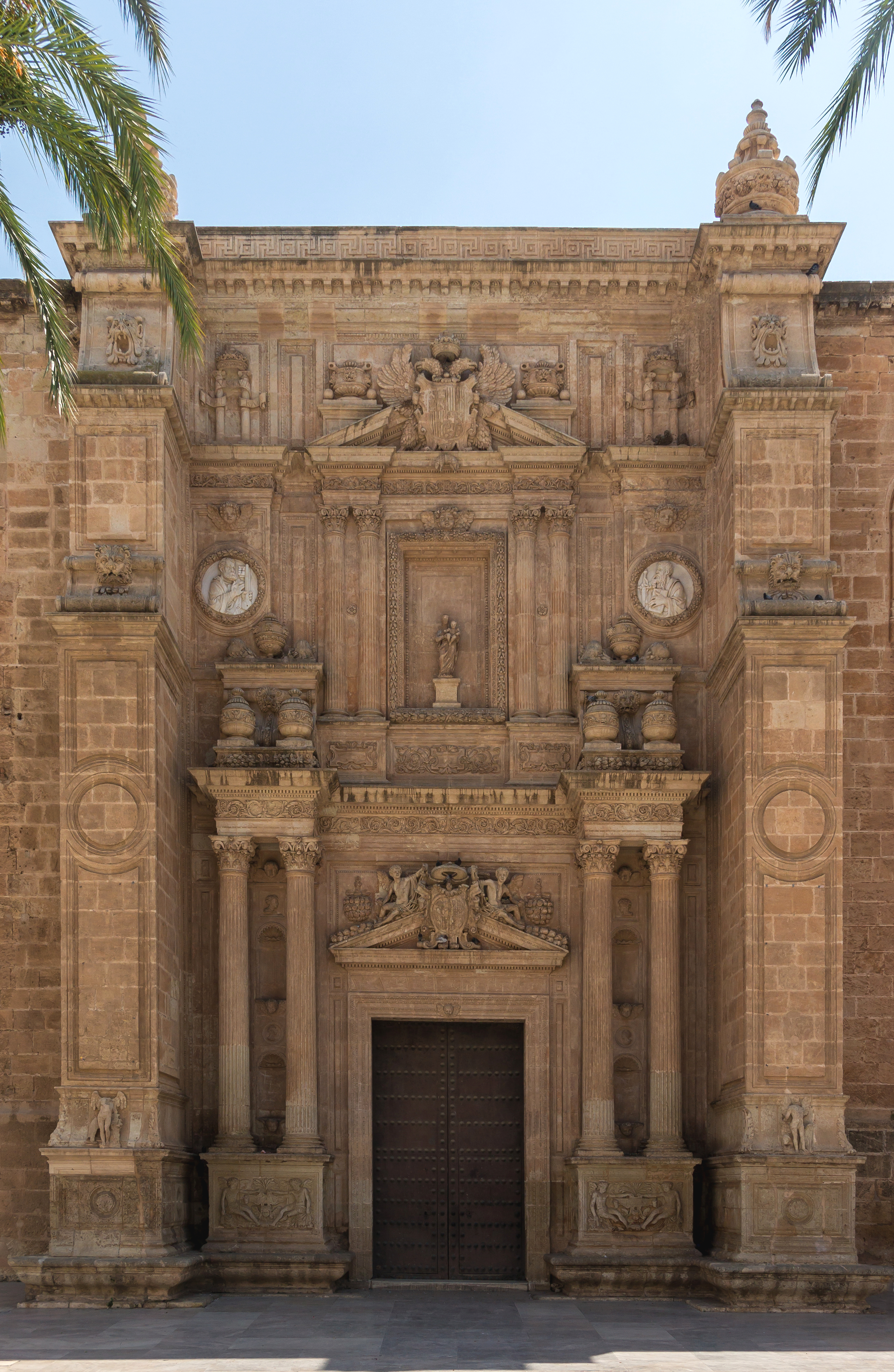
Le portail.
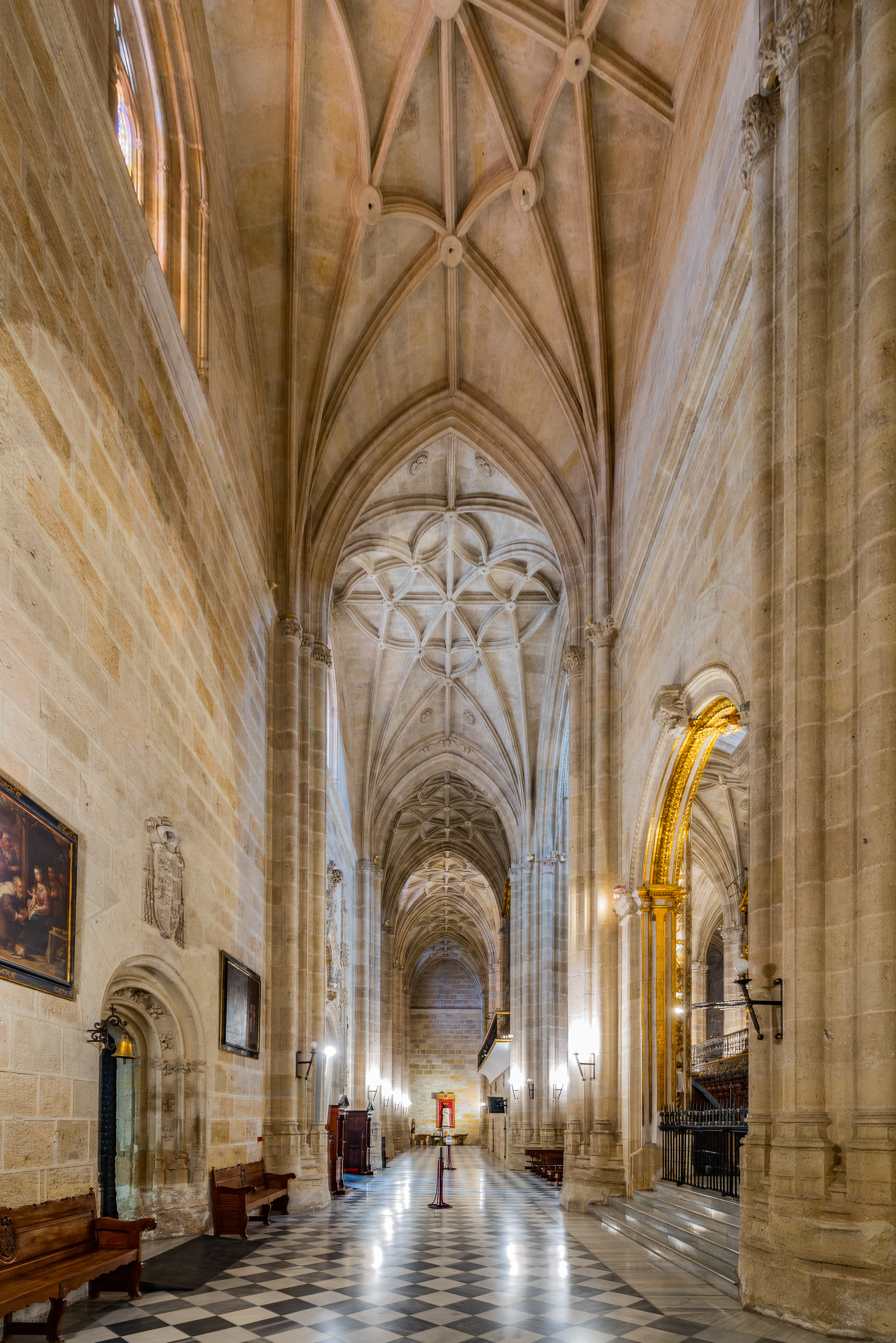
Le collatéral ou la nef latérale de gauche.
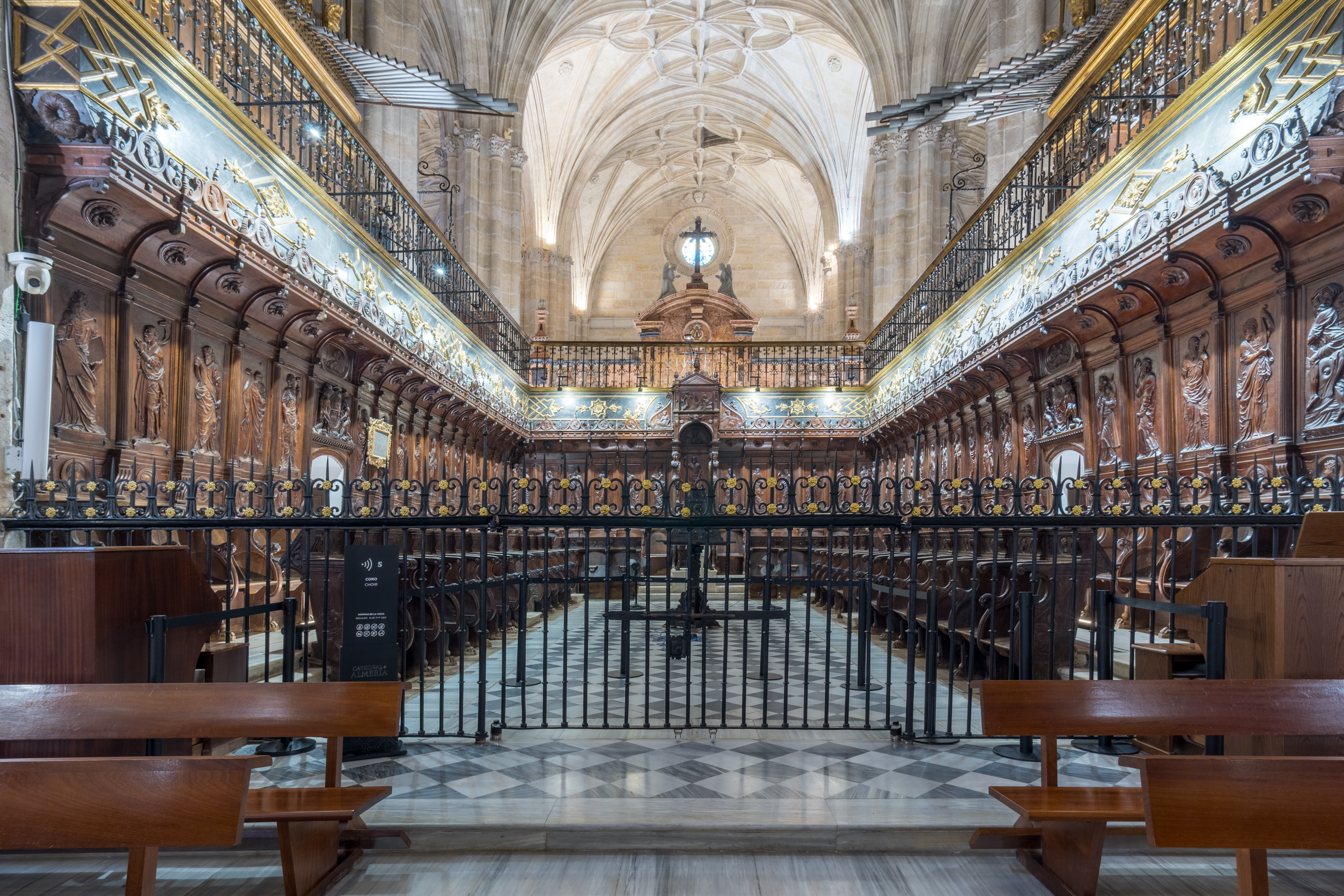
Le chœur.
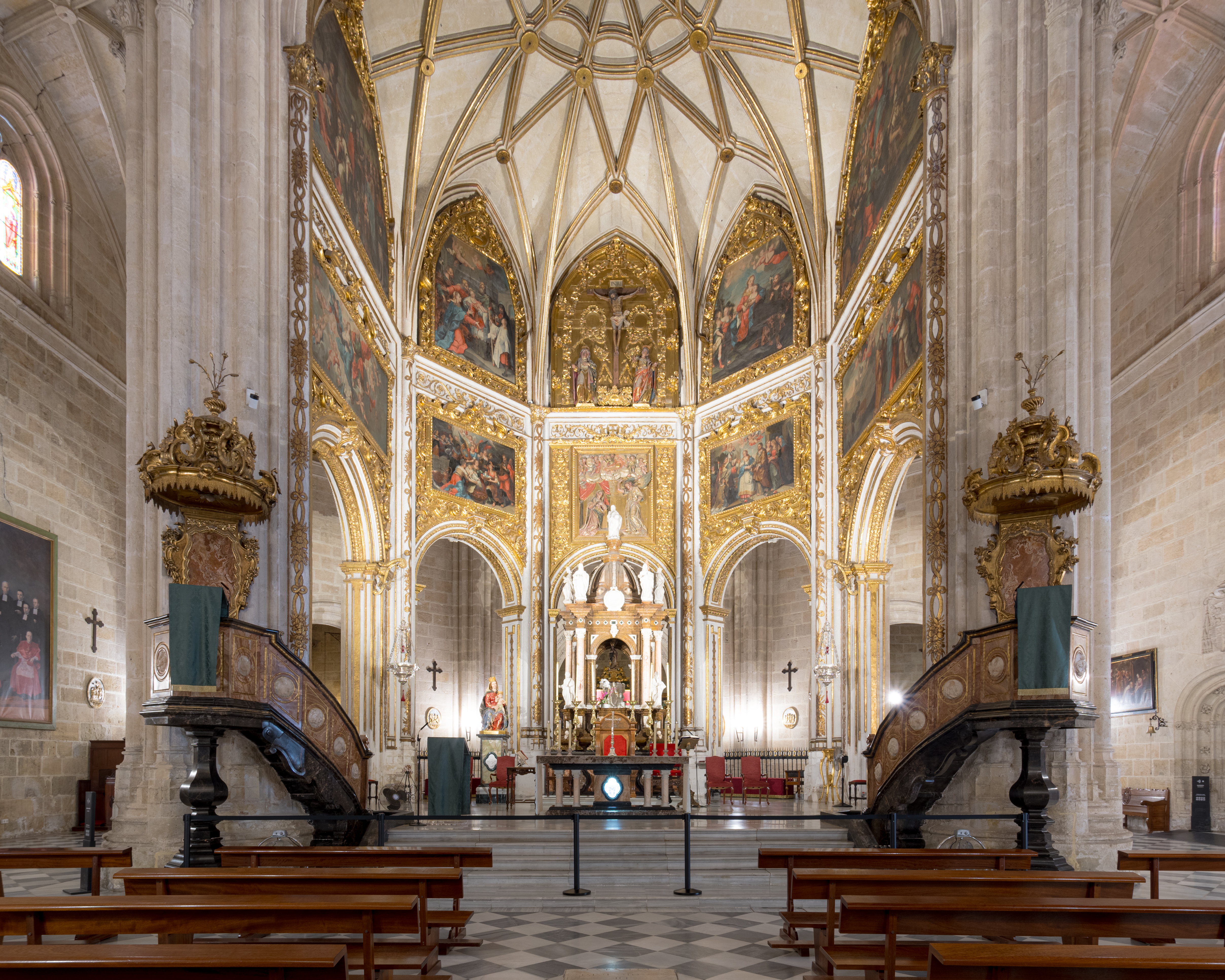
Le maître-autel.
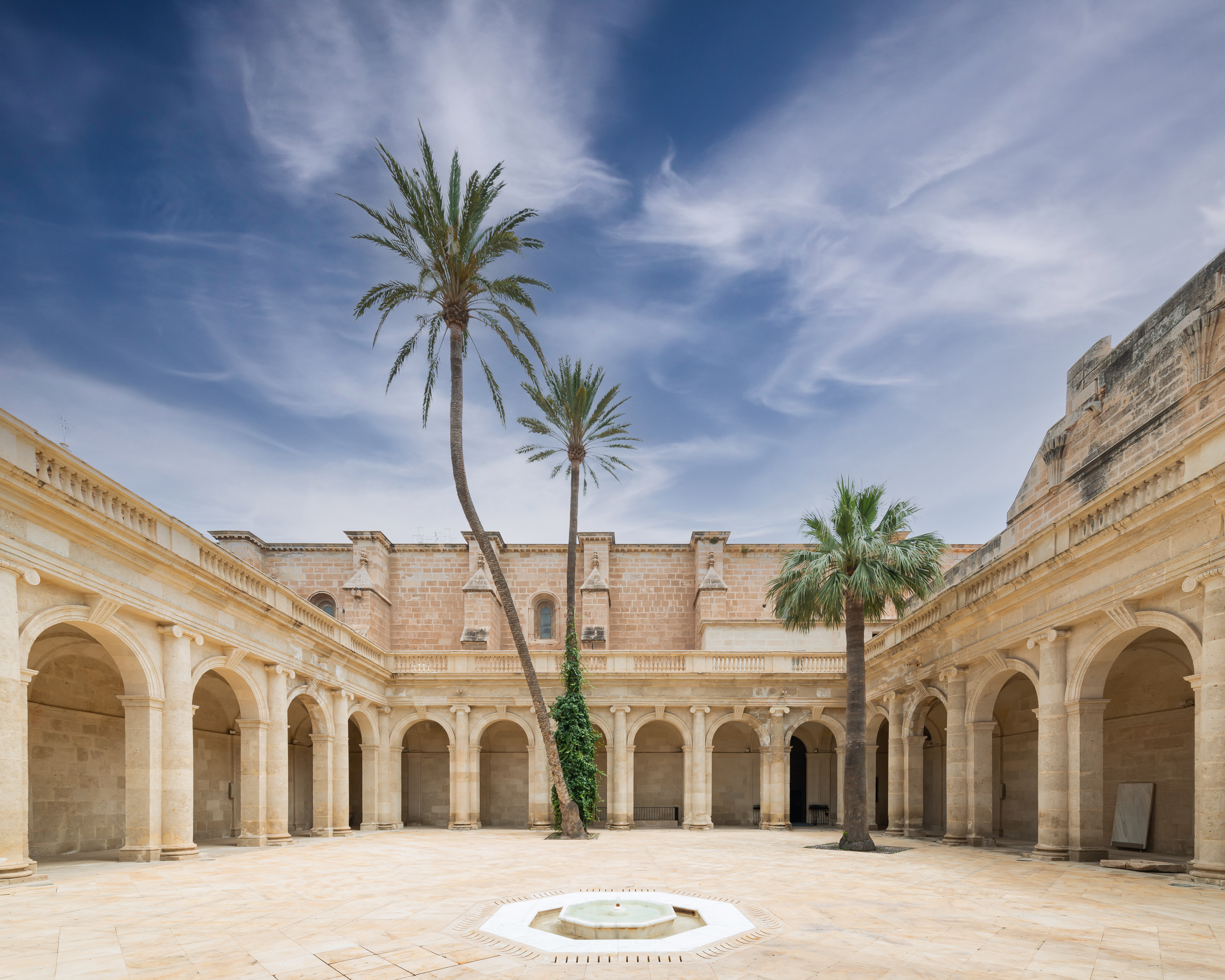
Le cloître.

## Source
- (es) Cet article est partiellement ou en totalité issu de l’article de Wikipédia en espagnol intitulé « Catedral de la Encarnación de Almería » (voir la liste des auteurs).